# José Santa
José Fernando Santa Robledo (Medellín, 12 settembre 1970) è un allenatore di calcio ed ex calciatore colombiano, di ruolo difensore, attuale allenatore del Deportivo Pereira.

## Carriera

### Club
Dal 1988 al 1998 ha sempre giocato con l'Atlético Nacional di Medellín, squadra della sua città natale.

### Nazionale
Ha partecipato ai Mondiali Under-20 del 1989 ed ai Giochi Olimpici del 1992.
Con la nazionale di calcio della Colombia ha giocato 25 volte, disputando i mondiali di Francia 1998.